# 695
695 (DCXCV, na numeração romana) foi um ano comum do século VII, do Calendário Juliano, da Era de Cristo, teve início a uma sexta-feira e terminou também a uma sexta-feira, e a sua letra dominical foi C.
| Ano completo                       |
| ---------------------------------- |
| Ano comum com início à sexta-feira |

- Cártago capitulou sob o poder     dos Árabes (Gonzales, 1995, III, p. 138).